# Veleroninoides
Veleroninoides es un género de foraminífero bentónico de la familia Haplophragmoididae, de la superfamilia Lituoloidea, del suborden Lituolina y del orden Lituolida. Su especie tipo es Haplophragmoides veleronis. Su rango cronoestratigráfico abarca el Holoceno.

## Discusión
Clasificaciones previas incluían Veleroninoides en el suborden Textulariina del orden Textulariida, o en el orden Lituolida sin diferenciar el suborden Lituolina.

## Clasificación
Veleroninoides incluye a las siguientes especies:
- Veleroninoides akibae
- Veleroninoides crassimargo', también aceptado como Cribrostomoides crassimargo
- Veleroninoides jeffreysii', también aceptado como Cribrostomoides jeffreysii
- Veleroninoides scitulus
- Veleroninoides veleronis
- Veleroninoides wiesneri